# 갤럭시아에스엠
갤럭시아에스엠(Galaxia SM, 구 아이비월드와이드(IB Worldwide)은 국내외 스포츠 중계권 판매 및 스포츠 마케팅 컨설팅 및 각종 스포츠 대회 개최를 서비스하는 스포츠 마케팅 회사이다.

## 소속 선수
- 야구
  - 추신수
- 축구
  - 최승인
  - 박용우
  - 황기욱
  - 한찬희
  - 두현석
  - 이근호
  - 이소담

- 골프
  - 고진영
  - 김민선
  - 안신애
  - 양지승
  - 김비오

- 리듬체조
  - 손연재

- 육상선수
  - 우상혁

- 동계스포츠
  - 심석희
  - 김민석
  - 최재우
  - 방수빈
  - 김민선
  - 정해림
  - 강영서

## 과거 소속 선수
- 김자영
- 김국영
- 최민정

## 같이 보기
- IB 스포츠